# Georg David Matthieu
Georg David Matthieu (* 20. November 1737 in Berlin; † 3. November 1778 in Ludwigslust) war ein deutscher Kupferstecher und Porträtmaler des Rokoko, der hauptsächlich als herzoglicher Hofmaler in Mecklenburg-Schwerin tätig war.

## Leben

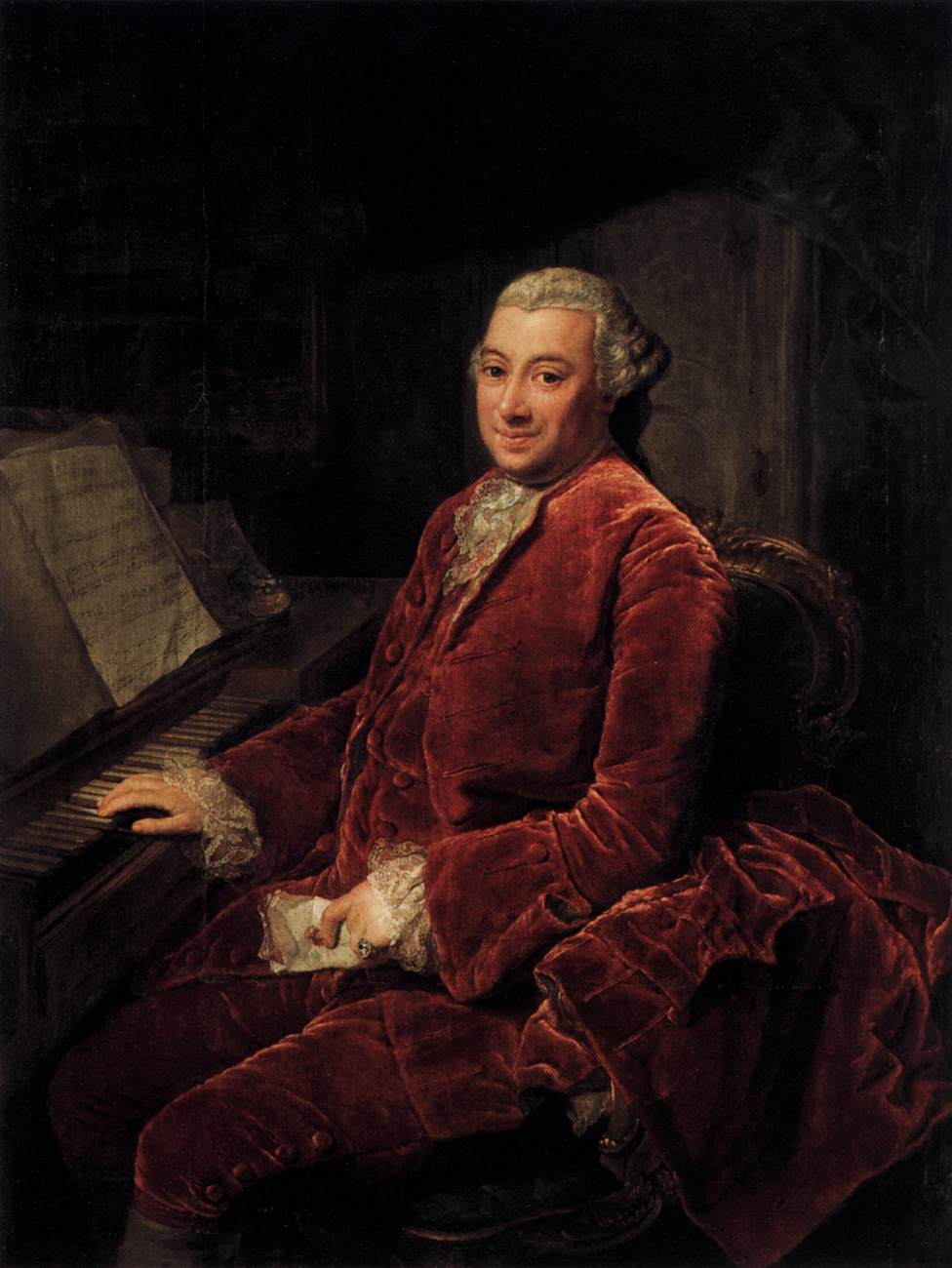
Georg David Matthieu: Porträt von Joachim Ulrich Giese

Georg David Matthieu entstammte einer Künstlerfamilie und wurde auch in dieser ausgebildet. Sein Vater, David Matthieu (1697–1756), war preußischer Hofmaler gewesen. Georg David entstammte dessen zweiter Ehe mit Dorothea Elisabeth Lisiewski. Diese und Georg Davids ebenfalls malende Stiefmutter, Anna Rosina Lisiewski (1721–1782), waren die Töchter des Hofmalers Georg Lisiewski (1674–1750), der am Hofe von König Friedrich Wilhelm I. von Preußen tätig war.
Georg David Matthieu malte 1762 erste Auftragsporträts von Bürgerfamilien und schwedischen Adelsfamilien in Stralsund, das damals der Hauptort von Schwedisch-Pommern war. Auf Einladung des schwedischen Regierungsrates Adolf Friedrich von Olthofs (1718–1793) fertigte er hier neben Porträts aus dem Umkreis des Gastgebers auch ein Porträt der aus Mecklenburg stammenden Königin (Sophie) Charlotte von Großbritannien und Irland für Schloss Gripsholm an. Etwa 1764 trat Matthieu in die Dienste Herzog Friedrichs von Mecklenburg-Schwerin, der auf Schloss Ludwigslust residierte, und nahm in Ludwigslust dauerhaft Wohnung. In den 1760er Jahren standen die Geschwister Anna Dorothea Therbusch und Christoph Friedrich Reinhold Lisiewsky mit ihrem Neffen Matthieu in einem intensiven, künstlerischen Austausch, der besonders dem Nachtstück und der Porträtmalerei galt. Matthieu war durch die Fertigung der Porträts der Mitglieder der herzoglichen Familie zeit seines Lebens ausgelastet. Sein Nachfolger am Ludwigsluster Hof wurde sein Onkel Christoph Friedrich Reinhold Lisiewsky.
Matthieu gilt als einer der herausragenden Porträtmaler des Rokoko in Norddeutschland. Seine Werke finden sich in fast allen ehemaligen Schlössern des Hauses Mecklenburg, aber auch im Staatlichen Museum Schwerin, der Berliner Gemäldegalerie sowie im Stralsund Museum.